# Sam Gerson

Zawodnik Penn Quakers

Samuel Norton „Sam” Gerson (ur. 30 listopada 1895 w Tymkach, zm. 30 września 1972 w Filadelfii) – amerykański zapaśnik, ukraińskiego i żydowskiego pochodzenia, walczący w stylu wolnym. Srebrny medalista olimpijski z Antwerpii 1920, w wadze piórkowej.
Zawodnik University of Pennsylvania.

## Letnie Igrzyska Olimpijskie 1920
| Konkurencja      | Rundy eliminacyjne     | Rundy eliminacyjne       | Rundy eliminacyjne       | Rundy eliminacyjne      | Klas. końcowa |
| Konkurencja      | 1/16                   | Ćwierćfinał              | Półfinał                 | Finał                   | Miejsce       |
| ---------------- | ---------------------- | ------------------------ | ------------------------ | ----------------------- | ------------- |
| 60 kg styl wolny | Kaarlo Mäkinen (FIN) Z | Georges Barathon (FRA) Z | Dinkkarao Shinde (IND) Z | Charles Ackerly (USA) P | 2.            |